# Pilkuse (jezioro)
Pilkuse järv (est. Pilkuse järv) – jezioro w Estonii, w prowincji Valgamaa, w gminie Otepää. Położone jest na wschód od miasta Otepää i na północ od wsi Pilkuse. Ma powierzchnię 12,3 ha, linię brzegową o długości 1657 m, długość 400 m i szerokość 350 m. Sąsiaduje z jeziorami Väike-Juusa, Kaarnajärv, Alevijärv, Trepimäe. Z jeziora wypływa rzeka Kaarnaoja.